# Jessica Medina
Jessica Medina (ur. 7 września 1986) – amerykańska zapaśniczka. Zajęła dziewiąte miejsce w mistrzostwach świata w 2010. Srebrna medalistka mistrzostw panamerykańskich w 2010 i 2011. Piąta w Pucharze Świata w 2013; siódma w 2010 i 2011. Brąz w MŚ juniorów w 2006 roku. Zawodniczka University of the Cumberlands.